# Lžovice
Lžovice (německy Elschowitz) jsou vesnice v okrese Kolín, je součástí obce Týnec nad Labem. Nachází se 1,5 kilometru západně od Týnce nad Labem. Vesnicí prochází Silnice II/322. Lžovice jsou také název katastrálního území o rozloze 3,6 km².

## Historie
První písemná zmínka o vesnici pochází z roku 1381.

## Přírodní poměry
Jihozápadně od vesnice leží přírodní památka Lžovické tůně vyhlášená k ochraně lužních lesů, slepých a mrtvých ramen Labe.

## Další fotografie

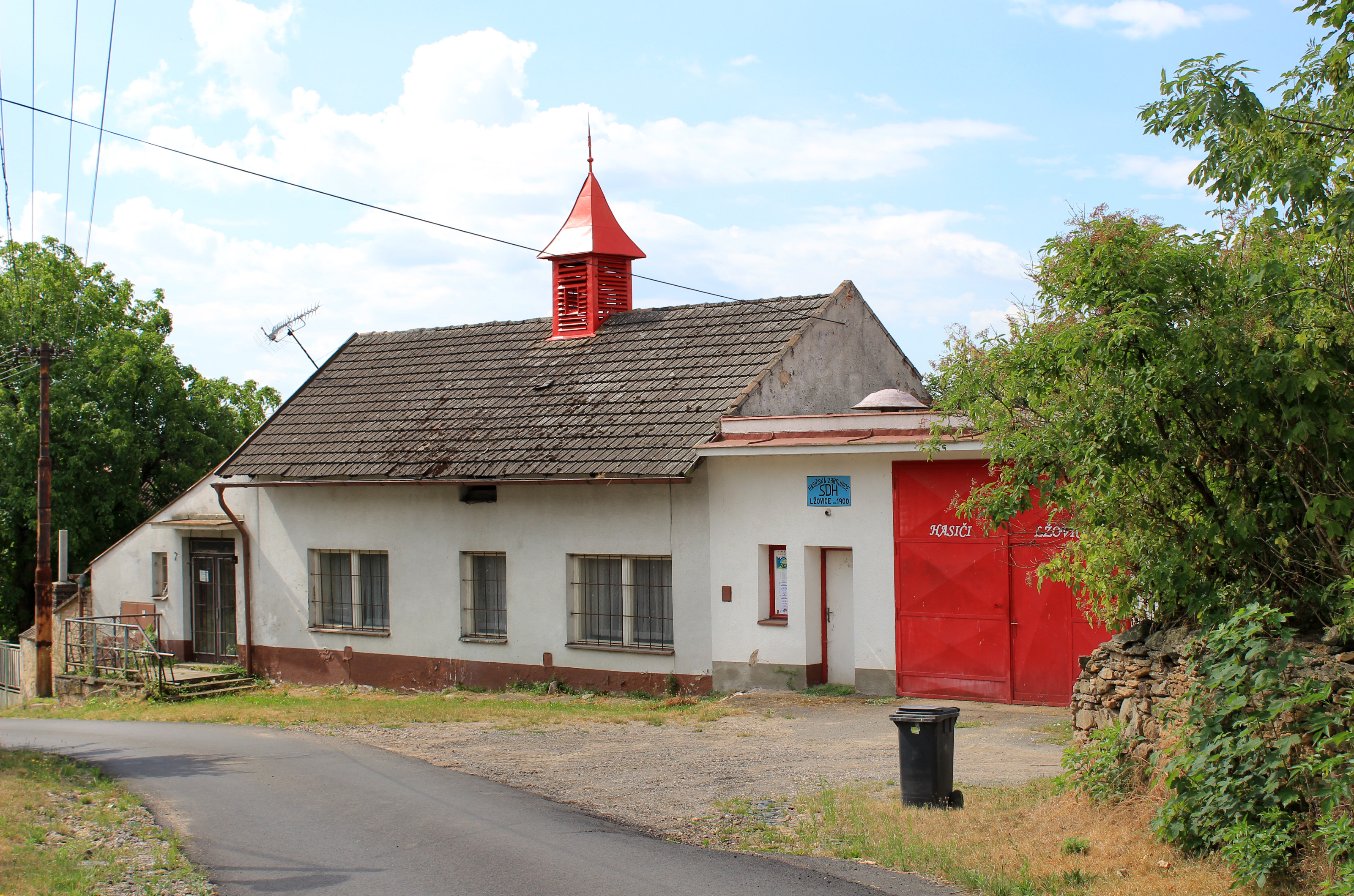
Hasičárna s červenou věžičkou
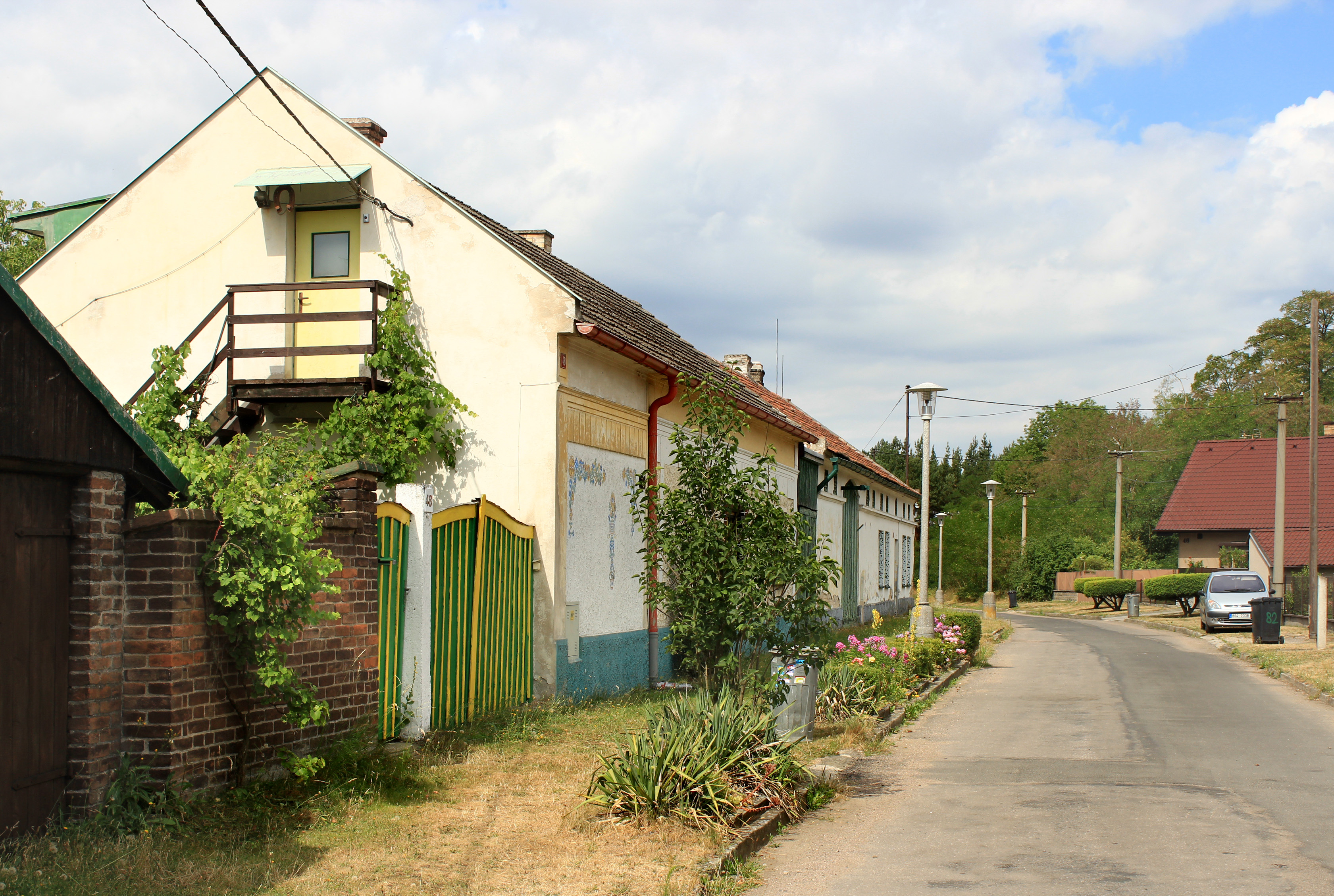
Severní část vsi
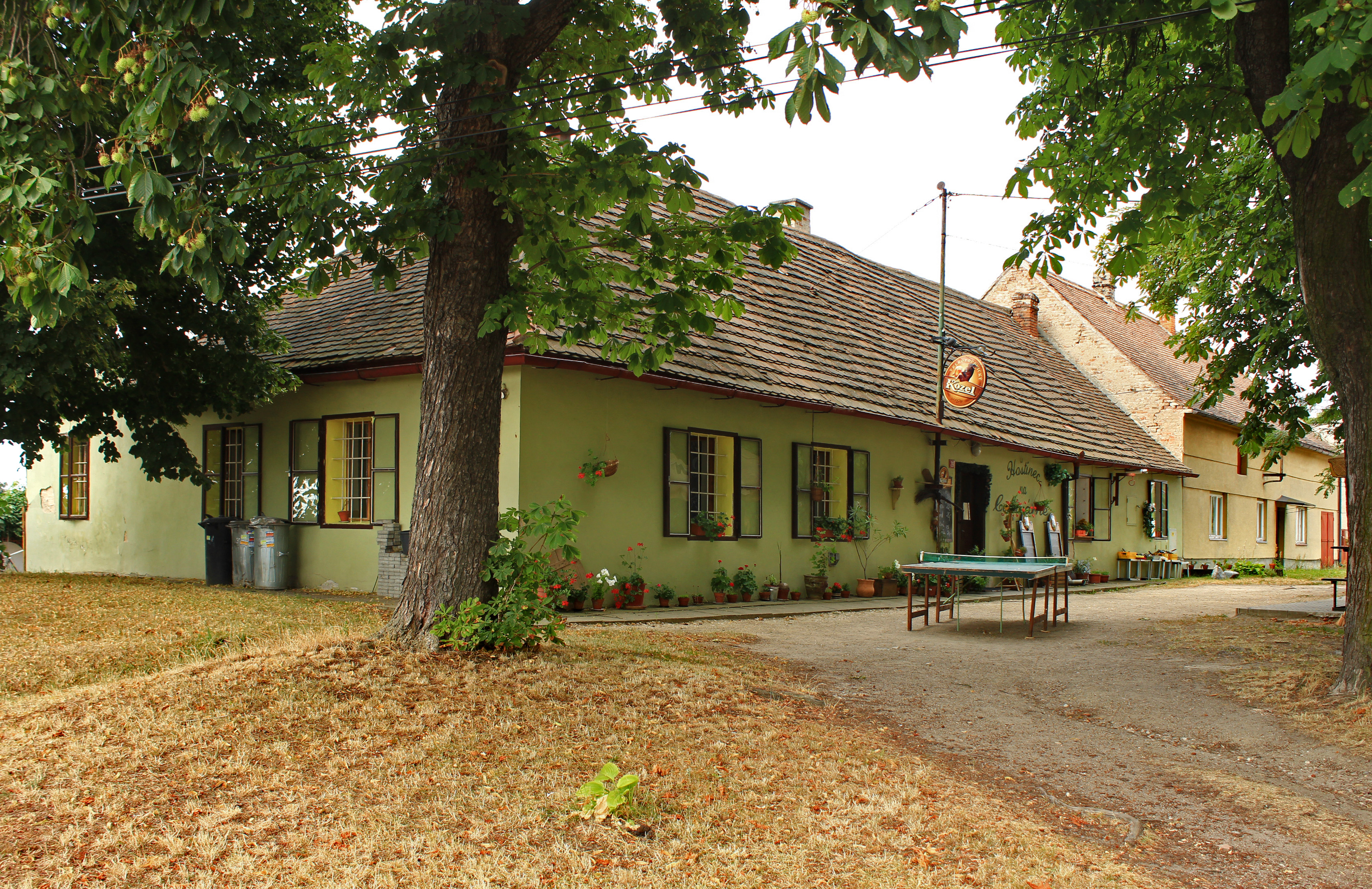
Restaurace pod kaštany